# Vision International College
Das Vision International College wurde 1974 in Launceston, Tasmanien, von Ken Chant, einem australischen Theologen und Autor, gegründet. Das College befindet sich jetzt außerhalb von Sydney, Australien, in Minto, New South Wales. Das College bietet Fernstudien und Online-Studiengänge im Bereich Theologie an. Das Vision International College ist eine registrierte Ausbildungsorganisation (RTO) in Australien und von der Australian Skills Quality Authority (ASQA), der nationalen Regulierungsbehörde des australischen Berufsbildungssektors (VET), der Teil des australischen Qualifikationsrahmens (AQF) ist, akkreditiert.